# Myrtos

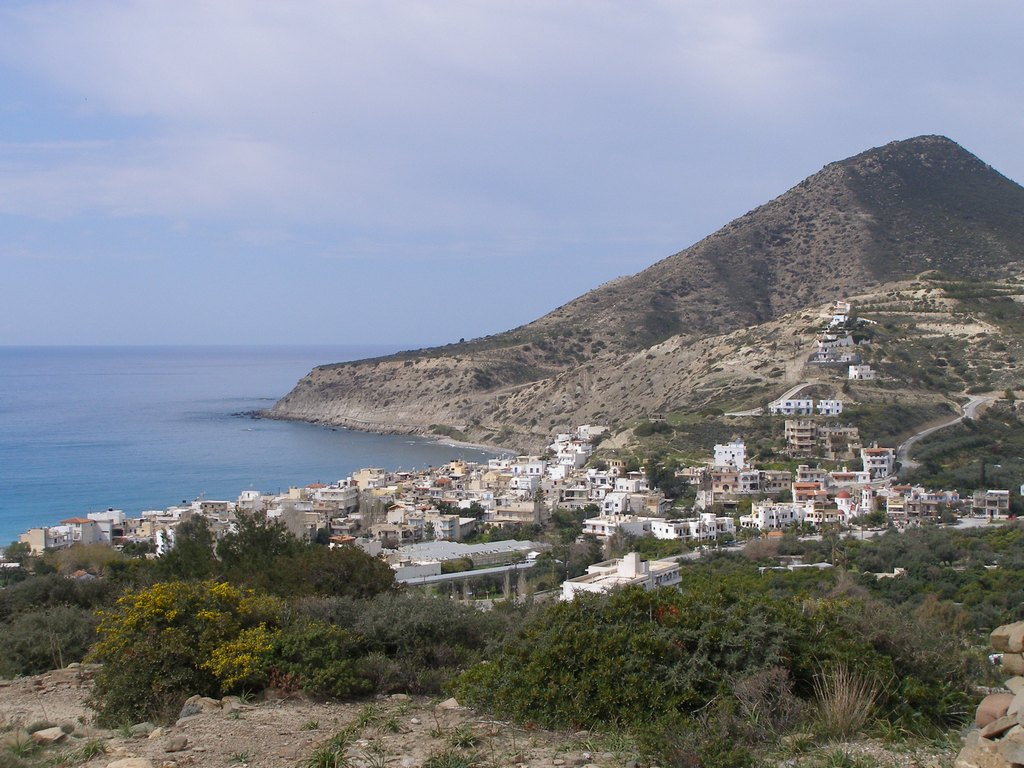
Myrtos.

Myrtos är en kustby i den västra delen av kommunen Ierapetra, i den regionala enheten Lasithi på ön Kreta i Grekland. Den ligger 14,5 km från Ierapetra, den sydligaste staden i Europa och 50,5 km från Agios Nikolaos, på vägen till Viannos. Myrtos ligger vid Libyska havet. Befolkningen i byn under 2010 var cirka 600 personer.
Myrtos har en rik historia, och även om många tycker att det är en fattig stad har den blomstrat med tillkomsten av turism. Staden (byn) har flera tavernor men det finns också en liten butik med smycken, två snabbköp, några souvenirbutiker och ett bageri. Det finns även några hotell och lägenheter.